# Adam Czerniaków
Adam Abram Czerniaków (Varsavia, 30 novembre 1880 – Varsavia, 23 luglio 1942) è stato un politico e ingegnere polacco, capo del Judenrat di Varsavia.

## Biografia
Dopo aver studiato ingegneria a Dresda e al Politecnico di Varsavia, fu insegnante presso le scuole professionali ebraiche della città natale. Componente del consiglio comunale di Varsavia dal 1924 al 1934 e fu eletto al Senato polacco nel 1930.
Il 4 ottobre 1939, pochi giorno dopo l'invasione tedesca, fu nominato dalle autorità militari naziste a capo del Judenrat della capitale polacca, organismo responsabile della gestione - e dell'esecuzione degli ordini impartiti dai tedeschi - del Ghetto di Varsavia (che fu chiuso all'accesso esterno dal 15 novembre 1940).
Nel luglio 1942 le autorità di occupazione tedesche ordinarono al Judenrat di fornire un elenco dettagliato degli ebrei presenti ed una mappa delle loro residenze, dichiarando che gli stessi - salvo limitate eccezioni (operai e tecnici impegnati nelle fabbriche gestite dai nazisti, personale sanitario e della polizia del Ghetto e componenti del Judenrat stesso) - sarebbero stati "trasferiti" più ad est. In realtà i nazisti stavano preparando la deportazione verso l'appena inaugurato Campo di sterminio di Treblinka.
Czerniaków riuscì ad ottenere la temporanea esenzione dalla deportazione di un certo numero di ebrei, ma fallì nel tentativo di salvare i bambini ospitati nell'orfanotrofio diretto da Janusz Korczak.
Essendosi reso conto che il "trasferimento" ordinato dalle SS significava la morte certa dei bambini, si suicidò nel suo ufficio ingerendo una capsula di cianuro. Le spoglie giacciono al cimitero ebraico di Varsavia.

## Diari
Tenne dettagliati diari della sua esperienza a partire dal 6 settembre 1939 fino al giorno della morte. I testi furono recuperati dalla moglie Felicja Czerniakówa e pubblicati nel 1979. Ampi stralci dei diari sono riportati nel documentario A Film Unfinished.